# Dinoponera
Dinoponera es un género de hormigas estrictamente sudamericano de la subfamilia Ponerinae, comúnmente llamadas tocandiras u hormigas gigantes amazónicas. Estas hormigas son en general menos conocidas que Paraponera clavata, la hormiga bala, pero las hembras de Dinoponera pueden superar los 3-4 cm (1,2-1,6 pulgadas) de longitud corporal total, lo que las convierte en unas de las hormigas más grandes del mundo.

## Nombres
Las dinoponera (hormigas tocandira) se conocen como piata en muchas lenguas tucanas .

## Especies
- Dinoponera australis Emery, 1901
- Dinoponera hispida Lenhart, Dash & Mackay, 2013
- Dinoponera gigantea Perty, 1833
- Dinoponera longipes Emery, 1901
- Dinoponera lúcida Emery, 1901
- Dinoponera mutica Emery, 1901
- Dinoponera cuádriceps Kempf, 1971
- Dinoponera snellingi Lenhart, Dash & Mackay, 2013

## Distribución
Dinoponera es un género estrictamente sudamericano, y se ha encontrado desde la selva tropical montañosa en la vertiente oriental de los Andes en Perú, Ecuador y Colombia hasta la sabana y la selva tropical de tierras bajas en Brasil, Guyana, al sur a través de Bolivia, Paraguay y Argentina. Dinoponera australis, conocida en Bolivia, Brasil, Paraguay y Argentina, tiene el área de distribución más amplia conocida de todas las especies de Dinoponera.

## Tamaño
Dinoponera contiene una de las especies de hormigas más grandes del mundo, con ejemplares hembra de Dinoponera gigantea que miden 3-4 cm (1,2-1,6 plg) de longitud. El tamaño es la característica más obvia que distingue a este de otros géneros. Las únicas hormigas con una casta de obreras de este tamaño son Paraponera clavata (la hormiga bala) y las Pachycondyla de mayor tamaño, como P. crassinoda, P. impressa y P. villosa. Paraponera clavata se identifica fácilmente por su peciolo en forma de yunque con una espina en la superficie ventral, un cuerpo muy esculpido y sus profundos escrobos antenales. Pachycondyla se considera el taxón hermano de Dinoponera. Los Dinoponera, además de por su tamaño, se distinguen de los Pachycondyla por la presencia de dos dientes clypeales que sobresalen lateralmente e hileras de espinas en el pigidio y el hipopigio.

## Reproducción
Dinoponera es uno de los aproximadamente 10 géneros de ponerinae en los que algunas especies han perdido secundariamente la típica casta de reina morfológicamente especializada. Su lugar es ocupado, cuando la colonia así lo precisa, por una obrera reproductora que se convierte en reina, denominándose a este tipo de hormiga como gamergate. El conflicto por la dominancia es intenso en las colonias, en las que las obreras más jóvenes suelen unirse a una jerarquía lineal de una a cinco obreras, dependiendo del tamaño de la colonia. La gamergate, o hembra alfa, tiene el rango más alto. La hembra alfa se aparea con machos no nidífugos por la noche en la entrada del nido. Tras la cópula, la hembra muerde el gáster del macho para liberarse y extrae la cápsula genital, que actúa como tapón espermático temporal. Tras el apareamiento, la hembra no es receptiva a otros machos y permanece monándrica. La gamergate mantiene la dominación con comportamientos ritualizados como el encajonamiento y mordedura antenal, el "bloqueo", así como el frotamiento y enroscamiento del gáster.
Las hembras alfa pueden "aguijonear" a una hembra competidora con secreciones de la glándula de Dufour, lo que provoca que las obreras de rango inferior inmovilicen a la hembra marcada. Las hembras subordinadas (beta, gamma o delta) pueden producir huevos no fecundados, pero suelen ser consumidos por la hembra alfa en una forma de "vigilancia de la reina".
Los machos nacen durante la mayor parte del año en las especies tropicales; sin embargo, se ha descubierto que Dinoponera australis, que vive en el sur más templado, sólo produce machos entre mayo y julio. Cuando la alfa declina reproductivamente o muere, es sustituida por una obrera de alto rango.

## En busca de alimento
Las obreras situadas más abajo en la jerarquía buscan individualmente alimentos en el sustrato y no reclutan a otras compañeras de nido para que les ayuden a transportarlos. Aunque las obreras que buscan comida no reclutan compañeras de nido, Nascimento et al. (2012) observaron una retroalimentación positiva entre la entrada de comida y la estimulación de nuevas forrajeadoras, así como una división de tareas una vez que la comida entraba en el nido. Las hembras de menor rango procesaban los recursos proteicos, mientras que las de mayor rango manipulaban pequeños trozos de comida y los distribuían a las larvas. Fourcassié y Oliviera (2002) observaron que Dinoponera gigantea buscaba alimento a primera hora de la mañana y por la tarde, pero no tomaron muestras por la noche. Morgan (1993) observó la mayor actividad nocturna en Dinoponera longipes. Dinoponera quadriceps tiene un marcado patrón estacional de actividad. Es más activa entre mayo y agosto, desde finales de la estación lluviosa hasta principios de la estación seca en la Caatinga semiárida. La actividad se correlacionó negativamente con la temperatura y positivamente con la abundancia de presas. Se ha demostrado que las dietas de Dinoponera gigantea y Dinoponera quadriceps son predominantemente invertebrados carroñeros, pero incluyen presas vivas, semillas y frutos. Araújo & Rodrigues (2006) afirman que la diversidad taxonómica de las presas es comparable a la de otros ponerinae tropicales, pero tiene un tamaño óptimo de presa de 2-3 cm en Dinoponera. La dieta parece ser muy similar en todo el género, independientemente del hábitat.

## Depredadores y patógenos
A pesar de su gran tamaño y su potente veneno, probablemente muchas especies de vertebrados e invertebrados de Sudamérica se alimentan de Dinoponera. Al igual que muchas otras especies de hormigas, puede infectarse por el hongo entomopatógeno Cordyceps sp. Buys et al. (2010) descubrieron una avispa eucharitida Kapala sp. que emergía de los puparios de Dinoponera lucida.

## Veneno
Para someter a grandes presas vivas y defenderse, las obreras poseen un aguijón que se sabe que causa un dolor intenso que dura hasta 48 horas. Linfadenopatía, edema, taquicardia y aparición de sangre fresca en las heces de las víctimas son síntomas comunes. En algunos especímenes de hormigas el saco del veneno está vacío. Las obreras pueden tener entre 60 y 75 componentes proteináceos únicos en el veneno. La glándula convoluta del sistema venenoso de la Dinoponera australis posee estrechas similitudes con las de las avispas vespinas. El contenido del veneno de Dinoponera australis es similar al de Pachycondyla spp. Debido a la gran diversidad de compuestos y efectos sistémicos, el veneno de Dinoponera podría ser de utilidad para la industria farmacéutica. Por ejemplo, Sousa et al. (2012) demostraron en ratones que el veneno de Dinoponera quadriceps tenía propiedades antinociceptivas. Los autores señalan que la población local del noreste de Brasil utiliza hormigas Dinoponera quadriceps secas machacadas para tratar el dolor de oídos, y las picaduras de hormigas vivas se administran para el dolor de espalda y el reumatismo.

## Colonias

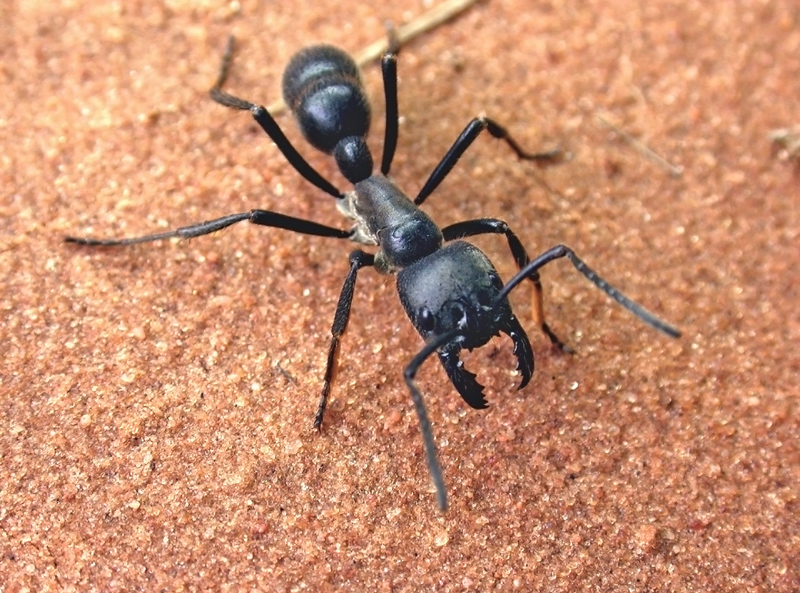
Dinoponera australis, una de las hormigas más grandes del mundo

El tamaño de las colonias varía en función de la especie, pero suelen estar formadas por menos de 100 individuos. Las colonias de Dinoponera australis tienen una media de 14 obreras (rango 3-37), las de Dinoponera gigantea una media de 41 obreras (rango 30-96) y las de Dinoponera quadriceps son las más grandes, con una media de 80 obreras (rango 26-238).
Las nuevas colonias se fundan por fisión, un proceso en el que una hembra beta es fecundada en el nido natal. Esta nueva hembra alfa abandona entonces el nido con una cohorte de obreras para fundar una colonia incipiente, empleando a veces la marcha en tándem.

### Nidos
El nido consiste en grandes cámaras y túneles en el suelo, a veces con un montículo de tierra, y puede tener entre 0,10 y 1,2 m de profundidad. Los nidos son más profundos en Dinoponera australis y Dinoponera quadriceps que en Dinoponera gigantea . Monnin et al. (2003) sugieren que los nidos más profundos son una posible adaptación a las estaciones y a la aridez. Los nidos de Dinoponera gigantea pueden tener hasta ocho entradas y pueden ser débilmente polidómicos, mientras que en Dinoponera longipes se registraron entre 1 y 30 aberturas, con una media de 11. La densidad de anidación y la distribución espacial varían según el hábitat. La densidad varía entre 15 y 40 nidos por hectárea y 80 nidos por hectárea. Morgan (1993) midió el espaciamiento entre nidos para Dinoponera longipes con una mediana de 35 m ( n =22, rango 14–69,5 m). Dinoponera australis y Dinoponera gigantea suelen anidar en la base de los árboles. Las observaciones de los nidos de Dinoponera cuádriceps muestran que en los hábitats más áridos de Caatinga y Cerrado, los nidos se construyen predominantemente debajo de los árboles, mientras que en el bosque atlántico el 60% de los nidos estaban a 3 m de cualquier árbol.